# Paul Fort
Paul Fort (1. února 1872 Remeš – 20. dubna 1960 Montlhéry) byl francouzský básník a dramatik.

## Život a kariéra
Ve svých osmnácti letech v roce 1890 založil v Paříži Théátre ďArt (Divadlo umění), protestující proti naturalismu v divadle. Toto divadlo uvedlo např. první hry Maurice Maeterlincka. Později bylo jádrem divadla L´Oeuvre.
Od roku 1892 vedl revui Umělecká kniha a od roku 1905 revui Verše a próza.
V poezii se inspiroval folklórem, životní realitou, historií a pověstmi. Je znám především svými básněmi v próze, které nazval baladami, ačkoliv to většinou nejsou skutečné balady. Psal je vesměs rytmizovanou prózou a shrnul je pod souborným názvem Les Ballades Françaises (Francouzské balady). První svazek vydal v roce 1897 v nakladatelství Mercure de France. Do roku 1940 vydal asi 40 svazků svých balad. Splnil starý sen symbolistů o básni v próze, vytvořil rytmizovanou prózu a odhalil rytmus, jímž přechází próza do lyriky a lyrika do prózy. Jeho lyrika je citově svěží i ironicky přihrocená, vždy však okouzlující symbolistním sugestivním ztlumením. od roku 1912 byl nazýván kníže francouzských básníků.
Do češtiny jeho básně překládali Karel Čapek, Hanuš Jelínek, Emanuel Lešehrad a Jiří Konůpek.
Napsal také hry s historickou tematikou Chronrques de France (Francouzské letopisy) a vzpomínky Mes Mémoires (Mé paměti).